# Krzyże konsekracyjne
Krzyże konsekracyjne – małe znaki krzyża – w liczbie czterech lub dwunastu, namalowane lub jako elementy zamocowane w ścianach kościoła, zlokalizowane w miejscach, które biskup namaścił podczas konsekracji kościoła. Stanowią świadectwo poświęcenia świątyni, symbolizują, że kościół powstał na fundamencie apostołów.
Przy krzyżykach mocuje się do ścian świeczniki tzw. zacheuszki.